# Grallaria alvarezi
Grallaria alvarezi — вид горобцеподібних птахів родини Grallariidae. Описаний у 2020 році.

## Назва
Вид названо на честь колумбійського орнітолога Маурісіо Альвареса Ребольєдо.

## Поширення
Ендемік Колумбії. Поширений в західних схилах Анд від Антіокії на півночі до департаменту Каука на півдні та західніше річки Каука. Зустрічаються на висотах 2350-3650 м. Населяє вологі гірські ліси та узлісся.
Річка Каука відділяє ареал виду від близькоспорідненого Grallaria saturata.